# Gorey
Gorey (irisch Guaire) ist eine Stadt im County Wexford im Südosten der Republik Irland.
Gorey liegt im Norden des Countys etwa sechs Kilometer von der Ostküste Irlands entfernt zwischen Arklow im Norden und Enniscorthy im Süden an der Autobahn M11 von Dublin nach Wexford.
Per Iarnród Éireann ist Gorey sowohl per InterCity an die Strecke Dublin – Rosslare als auch an den South Eastern Commuter von Iarnród Éireann angebunden. Neben mehreren regionalen Busgesellschaften verbindet Bus Éireann Gorey einerseits mit dem Busáras in Dublin und mit Waterford sowie andererseits in einem Tag- und Nacht-Service mit dem Flughafen Dublin und mit Rosslare Harbour.
Aufgrund seiner Lage an der M11, die den Ort in einer Stunde mit den Außenbezirken Dublins verbindet, ist Gorey ein interessanter Wohnort für Pendler geworden, was zu einer starken Bevölkerungszunahme insbesondere seit Mitte der 1990er-Jahre geführt hat; beim Census 2022 wurde die Einwohnerzahl von Gorey mit 11517 Personen ermittelt.

## Persönlichkeiten
- Seán MacBride (1904–1988), Politiker und Friedensnobelpreisträger von 1974, besuchte in Gorey die Mount St. Benedict-Schule
- Diarmaid Ó Súilleabháin (1932–1985), der Schriftsteller war in Gorey Lehrer an der örtlichen Schule der Christian Brothers
- Michael William D’Arcy (* 1970), Politiker
- Malcolm Byrne (* 1974), Politiker